# Pardosa josemitensis
Pardosa josemitensis är en spindelart som först beskrevs av Embrik Strand 1908.  Pardosa josemitensis ingår i släktet Pardosa och familjen vargspindlar. Inga underarter finns listade i Catalogue of Life.